# Ouélessébougou
Ouélessébougou est une ville et une commune rurale du Mali, chef-lieu de cercle dans la région de Bougouni. Sa population est estimée à 50 056 habitants, elle est composée de 44 villages.

## Histoire

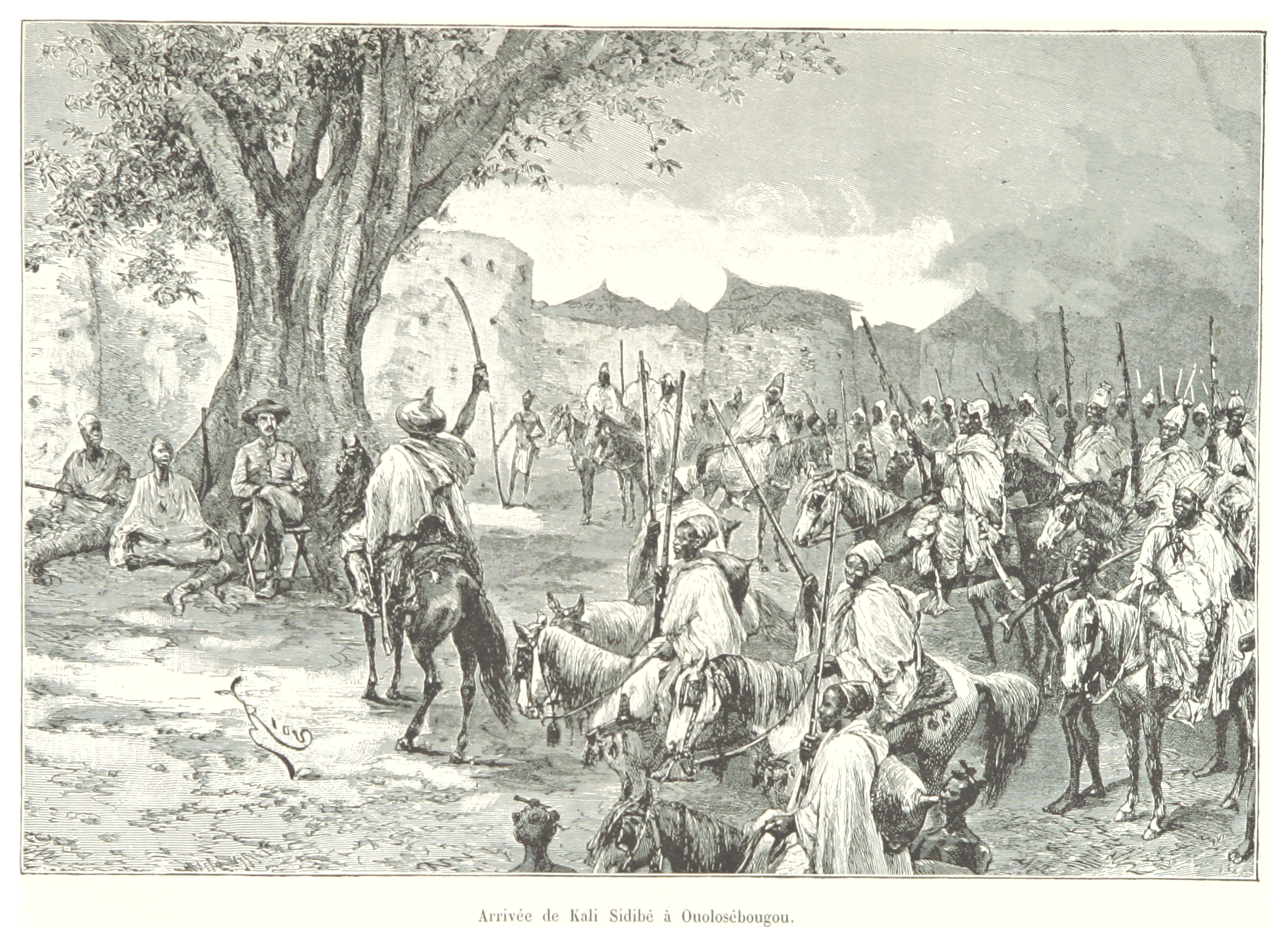
Arrivée de Kali Sidibé à Ouolosébougou, illustration extraite du carnet de voyage Du Niger au golfe de Guinée, par le pays de Kong et le Mossi (1892).

Ouélessébougou ou encore Weressebougou, « village de Weresse », est l'une des villes appartenant à Djitoumou, contrée historique fondée au XVIIIe siècle, vers 1700, par un chasseur venu de Seguessona appartenant au royaume Bambara de Ségou et jouissant d une autonomie qui lui attira de nombreuses convoitises. Elle tire son nom des effets dévastateurs d'une inondation DJITOMON (rescapée d’eau). Ouélessébougou est une ville située dans la région de Koulikoro, cercle de Kati. Elle couvre une superficie de 1117 km2 environ avec une population estimée à 52229 habitants en 2022. Aujourd’hui, la commune est dirigée par un conseil communal de 23 membres dirigé par M Babary Samaké, élu sous les couleurs de Horonya ton. Cette ville est en plein essor, on y trouve toutes les modalités indispensables à l'humain. La ville est divisée par un marigot : sur la rive droite, on y trouve les quartiers de la Mission Bamanankin et sur la rive gauche Ntentoubougou et Flabougou. Ntentoubougou est la porte d’entrée de la ville en provenance de Bamako.
Lors de la réforme administrative de 2023, la commune appartenant au cercle de Kati et la région de Koulikoro, la localité est érigée en chef-lieu de cercle dans la région de Bougouni instaurée depuis 2012.

## Villages

Carte communale

La commune s'étend sur 45 localités relevées lors du recensement général de 2009. 
Les villages les plus peuplés sont :
- Ouélessébougou (9 604 habitants)
- N'Tentoubougou (7 354 habitants)
- Tinkélé (2 345 habitants)

## Liste des maires

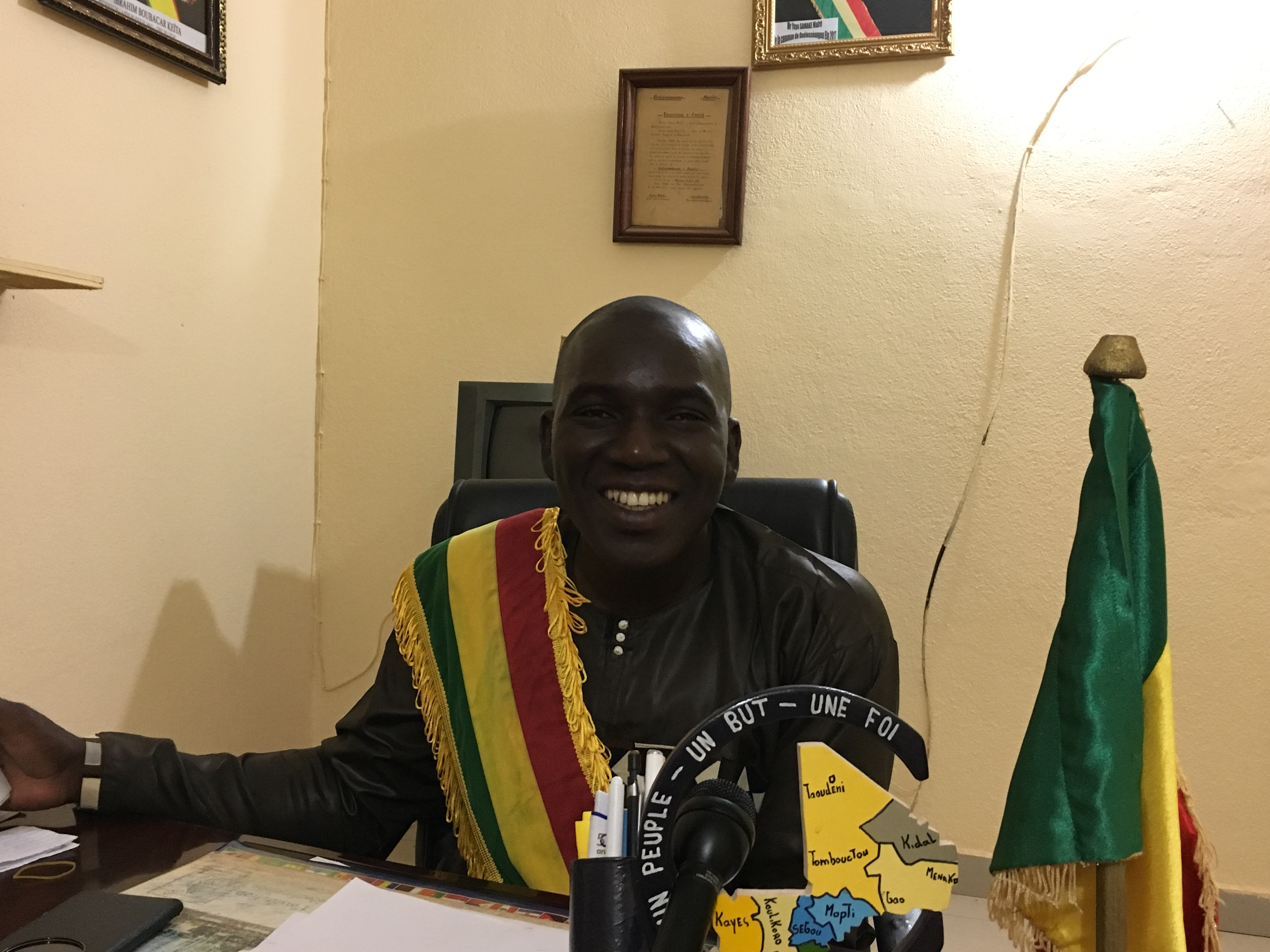
Le maire Yaya Samaké, le 3 décembre 2017.

- 2002-2009: Guédiouma Samaké[réf. souhaitée]
- 2009-2016 : Niankoro Yeah Samaké ambassade de inde au mali actuellement ambassade du mali usa
- 2016- : Yaya Samaké, élu en novembre sur la liste Horonya[3],[4], rejoint le parti ASMA-CFP en septembre 2018[5]

## Enseignement
Le centre d'animation pédagogique de Ouélessébougou relève de l'académie d'enseignement de Kalabancoro, il couvre les communes de  Ouéléssébougou, Sanankoro Djitoumou, Niagadina, Tiakadougou-Faraba, Kourouba et Tiakadougou-Dialakoro.

## Économie
Une usine d'égrenage du coton de la CMDT est établie dans la ville.

## Jumelage
Pontivy (France)